# Peromyia horridula
Peromyia horridula är en tvåvingeart som beskrevs av Jaschhof 1997. Peromyia horridula ingår i släktet Peromyia och familjen gallmyggor. Arten har ej påträffats i Sverige. Inga underarter finns listade i Catalogue of Life.